# توم مايرز
توم مايرز (بالإنجليزية: Tom Myers)‏ هو سياسي بريطاني (وحمل سابقاً جنسية المملكة المتحدة لبريطانيا العظمى وأيرلندا)، ولد في 15 فبراير 1872، وتوفي في 21 ديسمبر 1949. حزبياً، نشط في حزب العمال. في الانتخابات الفرعية في مجلس العموم البريطاني ‏، انتخب عضو برلمان المملكة المتحدة الـ31 عن دائرة Spen Valley ‏ (20 ديسمبر 1919 – 26 أكتوبر 1922).